# Unión Club Ceares
La Unión Club Ceares és un club de futbol del barri de Ceares, a la ciutat de Gijón, que competeix a la Tercera Federació.

## Història
Va ser fundat el 1946 com a resultat de la fusió entre el Blancoval i el Fortuna. Essent president José Ramón Elvira Sastre va obtenir el seu primer ascens a Tercera Divisió la temporada 1964/65, encara que va tornar a baixar l'any següent. El següent ascens es va produir el 18 d'abril de 1965 a l'antic camp del barri Viesques davant del Club Deportivo Lealtad després d'imposar-se per 4-1.
A les temporades 2001/02 i 2002/03 va aconseguir dos ascensos consecutius des de Primera Regional fins a Tercera Divisió, l'últim de la mà del tècnic Rogelio García. Aquest va dirigir a l'equip durant set anys, amb un breu parèntesi el 2007, aconseguint en la seva primera campanya l'ascens esmentat i mantenint-lo a Tercera les sis següents, fet que va suposar el període més llarg del club en aquesta categoria. L'últim ascens a Tercera fins al moment es va aconseguir el 4 de maig de 2003 al camp de Villarea de Valdesoto en imposar-se per 0-3.
A finals de la dècada del 2000 el club va travessar una mala situació econòmica i social, per la qual cosa es va proposar la fusió amb el Club Deportivo Manuel Rubio o la Societat Deportiva Llano 2000, dos clubs de la mateixa zona, fet que van rebutjar els socis. A les eleccions a la presidència del 2011 va sorgir una candidatura d'un grup de socis, des d'exjugadors fins a veïns passant per simples aficionats al futbol, que va ser escollida per unanimitat. Aquest fet va suposar un canvi radical en la manera d'entendre i gestionar el club, orientat ara cap a «recuperar la cultura de grada, imprimir un marcat caràcter social a l'equip, connectar el Ceares amb el barri de Gijón del mateix nom» i tirar endavant el club. La temporada 2011/12 va començar amb aquesta junta directiva al capdavant, buscant el creixement social i la participació de l'afició, apostant pel fair play financer, per una tornada a les arrels tant del club com del futbol en general, i proposant un model de futbol popular com alternativa a l'anomenat futbol negoci o futbol modern. A més la gestió va començar a ser participativa i assembleària, similar a la d'equips com el Club de Accionariado Popular Ciudad de Murcia o el Football Club United of Manchester, i amb forts vincles amb la Federación de Accionistas y Socios del Fútbol Español (FASE). A partir de la temporada 2012/13 van néixer quatre equips de categories inferiors: un prebenjamí, dos benjamins i un filial a Segona Regional.

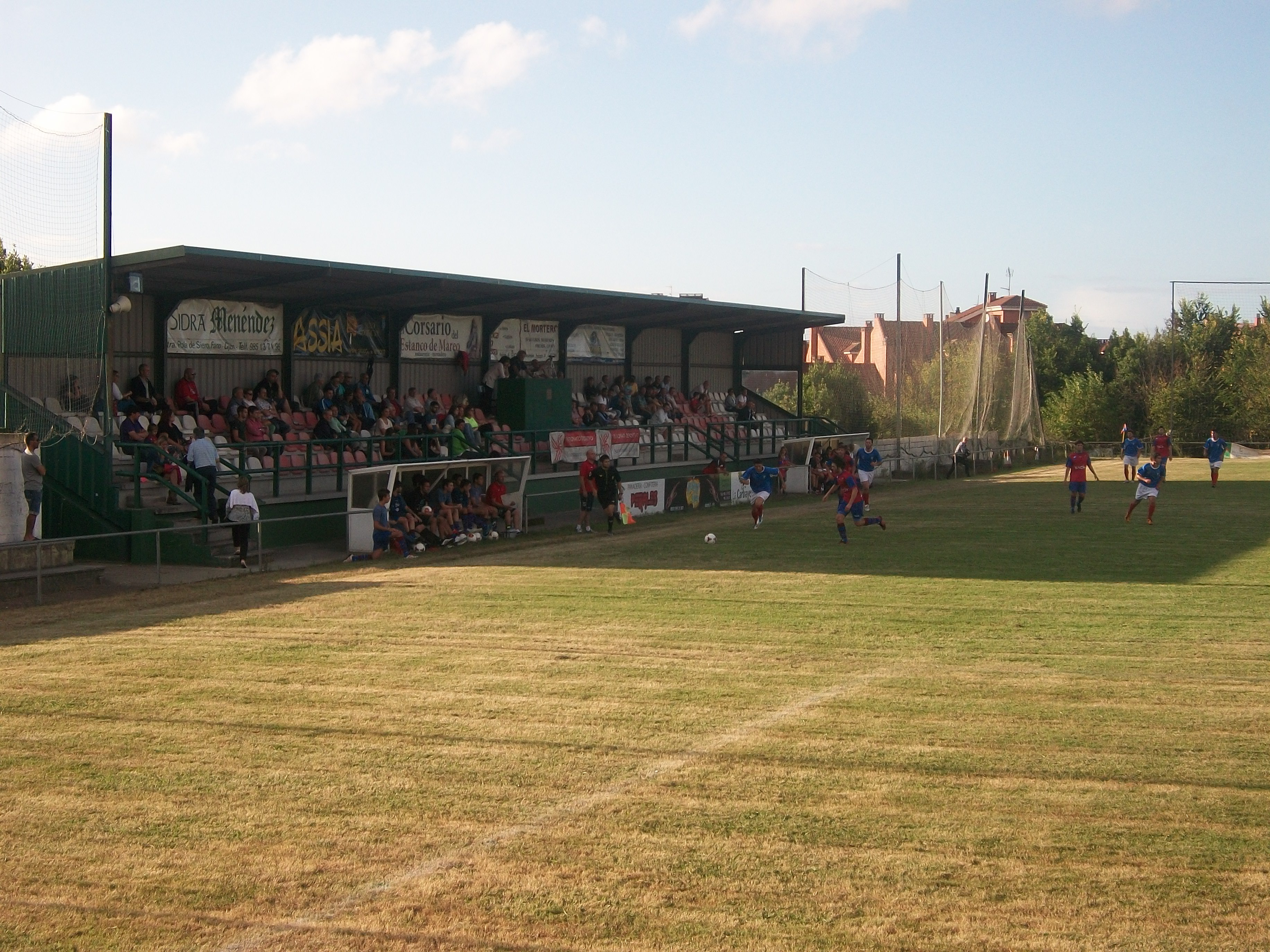
La tribuna principal del camp de La Cruz el 2014

A la temporada 2013/14 el club va continuar creixent en categories inferiors: un regional, un juvenil, un aleví, tres benjamins, dos prebenjamins, tres equips de profutbol de 5 anys i dos equips de profutbol de 4 anys. Aquella mateixa temporada va aconseguir la millor classificació de la seva història obtenint la plaça per jugar la fase d'ascens a Segona Divisió B. El club va ser aparellat en primera eliminatòria contra l'Águilas Fútbol Club al que va eliminar (1-1 / 1-0) disputant-se la tornada al camp de La Cruz i batent el rècord d'assistència amb més de 1.300 persones. Finalment va caure en segona ronda contra el Trival Valderas (0-3/2-2).
Després de divuit temporades consecutives a Tercera Divisió, a la temporada 2020-21, la Unión Club Ceares es va proclamar campió del seu subgrup, per davant de Real Avilés, la Unión Deportiva Llanera o el Caudal Deportivo de Mieres, i més tard campió de lliga per primera vegada en la seva història, fet que va comportar una plaça a la nova Segona Federació el 9 de maig de 2021.
El 30 de novembre de 2021 va disputar per primera vegada la competició de la Copa del Rei, tot i ser eliminat però en la primera ronda en un partit disputat a partit únic a l'Estadi El Molinón pel Real Sporting de Gijón per 1-0.